# Цорндорфское сражение
Цорндорфское сражение (нем. Schlacht von Zorndorf) — сражение во время Семилетней войны между русской армией под командованием Виллима (Уильяма) Фермора и прусскими войсками короля Фридриха II, произошедшее 14 (25) августа 1758 года при Цорндорфе.

## Перед сражением
После неудачной кампании в Богемии Фридрих II в начале августа 1758 года отступил со своей основной армией в 50 000 человек за силезскую границу в Ландесхут. Учитывая общую ситуацию, он решил победить русские войска до того, как против его основной провинции будут предприняты объединенные австро-русские действия.
Он оставил свою основную армию под командованием маркграфа Карла фон Бранденбург-Шведта, чтобы наблюдать за имперской (австрийской) главной армией под командованием Леопольда Йозефа фон Дауна, которая находилась в северной Богемии, и во главе 14 000 человек прошел более 300 километров до Кюстрина в двенадцатидневном марш-броске. 23 августа объединившись с Доной, Фридрих II переправился через Одер у Гюстебизе и атаковал с севера стоявших лагерем у Цорндорфа русские войска. 

## Ход сражения
Прусские войска приняли все меры, чтобы отрезать русским войскам пути к отступлению. В случае же неудачи пруссаков Фридрих имел возможность отступить к Кюстрину. Сражение началось в 8 часов утра ожесточённой канонадой. Прусские войска построились косым боевым порядком. Неудобство позиции для русских, которую пришлось менять вследствие прекрасно выполненного Фридрихом обходного маневра, предоставляло пруссакам отличные возможности для артиллерийского обстрела. Кроме того, оба крыла русской армии оказались разделены глубоким оврагом, лишавшим войска манёвра к отступлению.
В начале сражения прусская пехота обрушилась на правый фланг Фермора. Русская конница отразила удар, но вскоре сама была опрокинута подоспевшей кавалерией прославленного прусского военачальника Фридриха Вильгельма Зейдлица. Отступавшая русская конница подняла тучу пыли и дыма, затруднивших видимость. Из-за пыли она не была вовремя распознана и попала под обстрел со стороны русских артиллеристов и пехотинцев. Затем русские войска были атакованы прусской конницей с фланга, фронта и тыла, но, несмотря на это, проявили необычайное мужество, сохранив строй и выдержав все атаки пруссаков. Особенно сильные неприятности испытывали русские на правом фланге, где Зейдлиц сумел захватить несколько артиллерийских батарей.
После этого прусская пехота по приказу Фридриха атаковала левый фланг русских войск. Несмотря на мощь прусской атаки, удар был отражён и прусская пехота на левом фланге была обращена в бегство. Успехи русских на левом фланге, однако, были частично нивелированы атакой прусской конницы Зейдлица, потеснившей русскую пехоту, до этого твёрдо стоявшую на месте. Атака прусской кавалерии на этом фланге была сорвана блестящей контратакой русской тяжёлой конницы генерала Т. Демику, захватившей несколько батарей и заставившей капитулировать один прусский батальон. 
Сражение было невероятно ожесточённым с обеих сторон и продлилось до ночи. Несмотря на нераспорядительность командующего Фермора, позволившего прусским войскам обойти русскую позицию с тыла, русская армия сдержала противника.

## Результаты
В бою у Цорндорфа потери у русских войск составили 16 000 — 17 000 человек, у прусских — 12 800. В этом сражении был ранен будущий светлейший князь Г. Г. Орлов.  Пруссаками было объявлено о захвате 103 русских орудий, хотя русские данные отмечают потерю лишь 30 пушек. По итогам сражения ни одна из сторон не была разгромлена. Отразив нападение пруссаков и принудив их к отступлению, а также сохранив обороняемую позицию, Фермор считал себя победителем. Он отпраздновал победу в своём лагере, отправил в Санкт-Петербург письмо с сообщением об успешном отражении неприятеля и, построив войска в две колонны, направился в сторону Ландсберга на сближение с войсками графа П. А. Румянцева, чтобы пополнить свои запасы. Фридрих не замедлил воспользоваться этим и также заявил о своей победе, представив уход русских войск как бегство, хотя в действительности войска Фермора строились и маршировали в идеальном порядке, не придавая значения неприятелю, а пруссаки не чинили им ни малейших препятствий, избегая повторного столкновения. В Санкт-Петербурге и столицах союзных государств, Вене и Париже, праздновали победу над Фридрихом.
Ожесточённость сражения у Цорндорфа, где была потеряна треть прусской армии, произвела сильное впечатление на короля. Если ранее Фридрих рассматривал как своего наиболее опасного противника австрийскую армию, то после Цорндорфа одной из главных угроз считал армию России и в своей корреспонденции с опасением отмечал "свирепость" русских.

## Отражение в искусстве
- «Стансы. На одержанную победу при Фирштенфельде» С. В. Нарышкина (опубл. в 1759 г.)[9]
- Картина «Цорндорфское сражение» (1852) из цикла военных полотен Александра Евстафиевича Коцебу
- Картина «Фридрих II в битве при Цорндорфе» Карла Рёхлинга
- Картина «Битва при Цорндорфе» Альбрехта Адама
- Роман П. Н. Краснова «Цесаревна».
- Роман-хроника Валентина Пикуля "Пером и Шпагой" (действие третье "Отклонения"; глава "Цорндорф")
- Немецкий кинофильм 1942 года Великий король / Der große König

## Источинки
- Franz A. J. Szabo. The Seven Years War in Europe: 1756-1763. Routledge. 2013.
- Hook A. Zorndorf 1758: Frederick Faces Holy Mother Russia. Osprey Publishing. 2003.